# Ibrahim al-Jaafari
Ibrahim al-Jaafari (født 1947) var premierminister i Irak i Iraks overgangsregering efter parlamentsvalget i januar 2005 Han har tidligere fungeret som præsident i en måned og været vicepræsident lidt over et halvt år. Selvom han vandt valgt til parlamentet i december 2005 var han tvunget til at trækker sig som premierminister fordi han af kurderne og sunnier blev beskyldt for svagt lederskab. Som premierminister efterfulgte han Iyad Allawi og blev efterfulgt af Nouri al-Maliki.
Ibrahim al-Jaafari blev født i Karbala og blevet uddannet til læge ved universitetet i Mosul. Han tilbragte 23 år i eksil under Saddam Husseins styre, ni år i Iran og resten i London.